# Vafa Ahmadpour
Vafa Ahmadpour (nom de scène Vafadar) est un rappeur iranien,,. Vafadar a commencé sa carrière musicale dans le domaine du rap en 2006,,,. Vafa Ahmadpour et Danial Moghaddam, rappeurs contestataires du régime de la République islamique d'Iran, sont connus pour aborder les crises et les problèmes de la population iranienne.

## Vie personnelle
Bien que Vafa soit actif dans la musique depuis 2006, il gagne sa vie en travaillant comme ouvrier,. En raison des menaces des autorités de la République islamique pour avoir chanté des chansons contestataires, il a vécu clandestinement pendant un certain temps.

## Arrestation
La musique de Vafadar, traitant de sujets politiques, l'a conduit à être convoqué au tribunal,. Après l'insurrection iranienne de 2021, il a vécu caché pendant un an en raison de la publication de chansons politiques. Cependant, les autorités de sécurité de la République islamique ont retrouvé son numéro de téléphone, l'ont contacté et l'ont convoqué au tribunal. En raison de l'illégalité de la convocation téléphonique, il n'est pas allé au tribunal. Dans ce contexte, les forces de renseignement ont cherché Vafa dans plusieurs de ses anciens lieux de travail. Elles ont également attaqué sa maison, pris sa famille en otage et l'ont contacté pour qu'il se rende. Finalement, dans la nuit du 5 février 2024, Vafa a décidé de se rendre aux autorités de sécurité pour sauver sa famille,,. Il a été arrêté à Téhéran et transféré dans un lieu inconnu,. PEN America a fermement condamné l'arrestation arbitraire de ce rappeur iranien et a demandé sa libération immédiate. Le lundi 19 février 2024, Vafa a été libéré sous caution jusqu'à la date de son procès. Après son procès, il a été condamné à un an de prison pour avoir incité à la subversion du régime.
Le mercredi 9 mai 2024, Vafa Ahmadpour et Danial Moghaddam ont été arrêtés à Shiraz après la publication du clip vidéo « Amadébash », abordant la répression et critiquant la République islamique ainsi que les crises et les problèmes de la population iranienne. La chanson « Amadébash » a été tournée à Persepolis. Dans cette chanson, ils abordent des problèmes tels que les difficultés économiques et la police des mœurs, et affirment que « nous, le peuple iranien », restons unis et que « nous prendrons ce pays »,.